# Ommatomyces coronatus
Ommatomyces coronatus är en svampart som beskrevs av Kohlm., Volkm.-Kohlm. & O.E. Erikss. 1995. Ommatomyces coronatus ingår i släktet Ommatomyces och familjen Clypeosphaeriaceae.   Inga underarter finns listade i Catalogue of Life.